# Бромадиолон

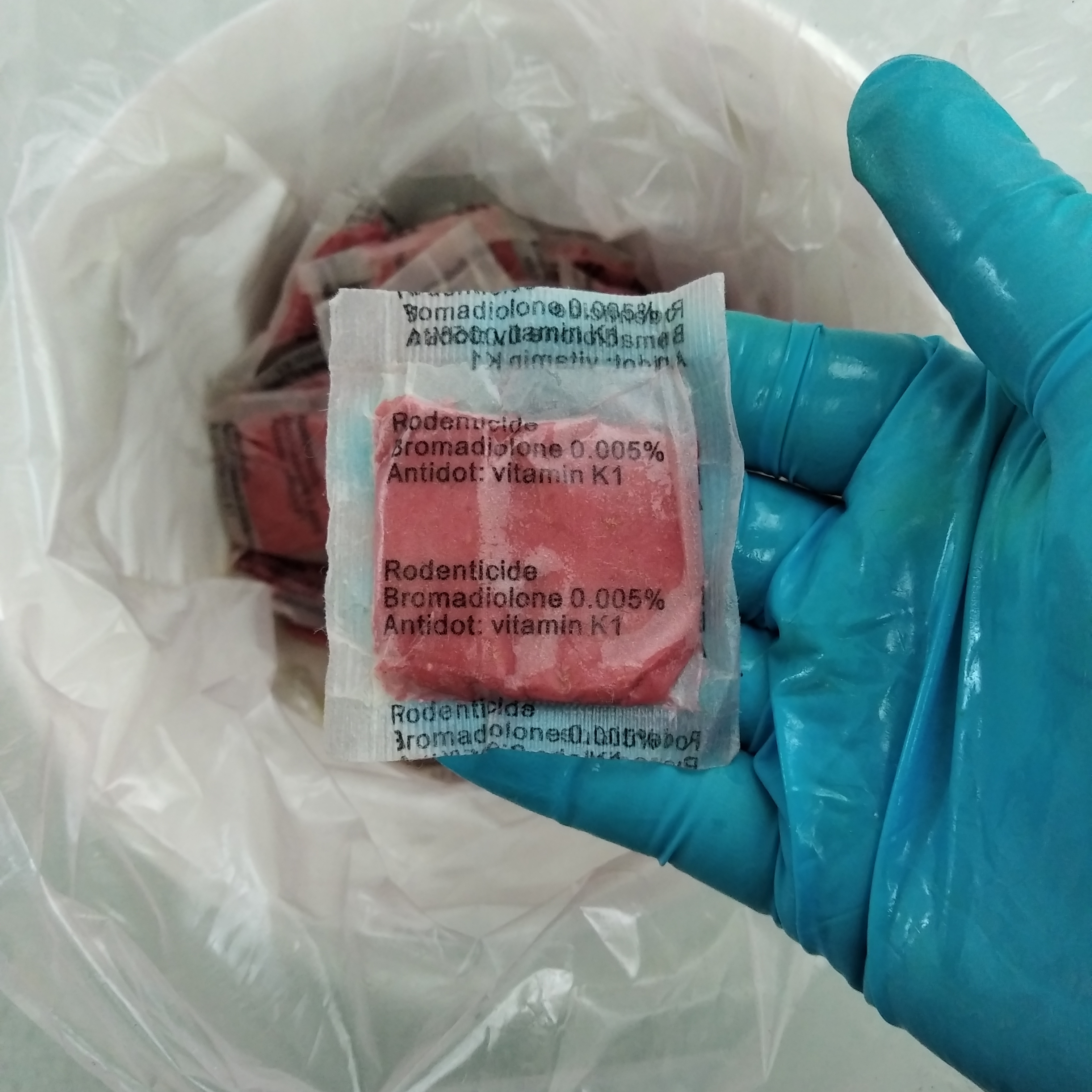
Бромадиолон (0,005%)

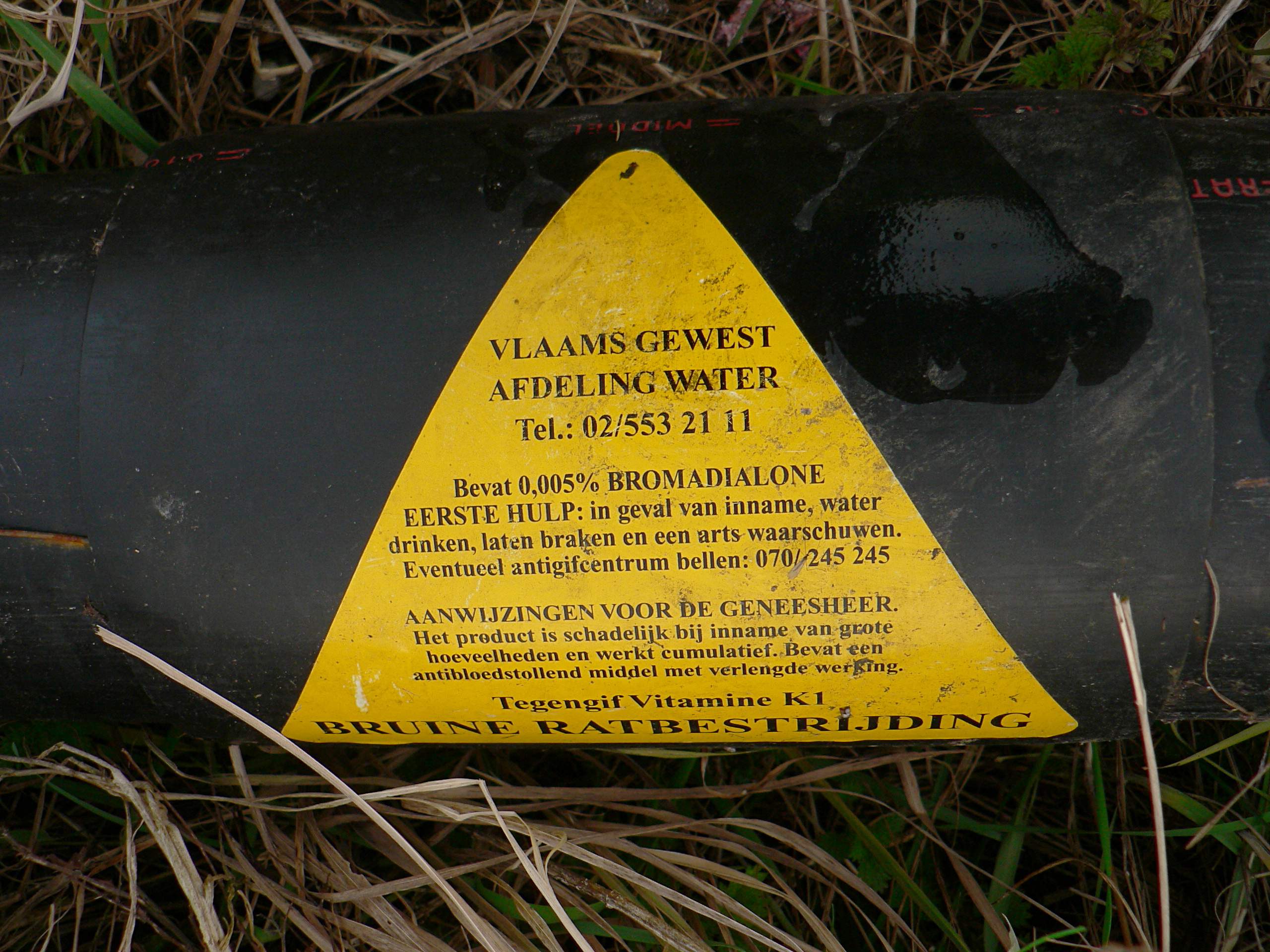
Предупреждающий знак на трубке с крысиным ядом на плотине в области реки Шельда, Бельгия. Трубка содержит бромадиолон, антикоагулянт второго поколения («супер-варфарин»).

Бромадиолон — мощный родентицид из второго поколения производных 4-гидроксикумарина, часто называется «супер-варфарином» из-за своей более высокой эффективности и способности накапливаться в печени отравленного животного. На момент первого появления на рынке Великобритании в 1980 году показал свою эффективность против популяций крыс и мышей, выработавших устойчивость к антикоагулянтам первого поколения.
Выпускается в виде вязкой прозрачной жидкости красного цвета, содержание действующего вещества 0,25%.
Данное средство может использоваться в борьбе с крысами и мышами как внутри, так и вне помещений.

## Физико-химические свойства
Товарный продукт представляет собой смесь четырёх стереоизомеров. Асимметрические атомы углерода расположены в фенильной и гидроксильной группах углеродных цепочек заместителей в 3 позиции кумарина (2-гидроксихромен-4-он).
Порошок, температура плавления 200-210 °C. Растворимость в воде при 20 °C — 19 мг/л, в жирах растворяется плохо. Растворим в ацетоне, этаноле, метаноле, диметилсульфоксиде, пропиленгликоле. Плохо растворим в маслах, хлороформе, этилацетате, нерастворим в эфире, гексане.

## Токсичность
Ниже приведены значения ЛД50 в желудок для разных животных, мг/кг:
- крысы 0,49-1,125
- мыши 1,75
- кролики 1 (на кожу - 2,1 мг/кг)
- собаки 8,1-10
- кошки 25
- рыбы и птицы 1600(?) мг/кг

Смертельная доза для человека при внутрижелудочном поступлении — 300 мг/кг.
Обладает выраженными кумулятивными свойствами. Обладает кожно-резорбтивным действием. Раздражающе действует на кожу. Отравляющий эффект проявляется не ранее чем через 24-36 часов, обычно первые признаки отравления проявляются через 2-5 дней. Грызуны, подвергшиеся воздействию, умирают примерно через 3 недели. В течение этого периода яд медленно накапливается в их организме и другие животные продолжают есть приманку, не связывая именно этот продукт со смертью сородичей.
Обладает антикоагулянтным типом действия, влияет на свертывающую систему крови. По острой токсичности при потенциально опасных путях поступления в организм бромадиолон относится к 1 классу чрезвычайно опасных веществ при пероральном и ингаляционном воздействии в виде аэрозоля и ко 2 классу высокоопасных веществ при нанесении на кожу. ОБУВ бромадиолона в воздухе рабочей зоны рекомендован на уровне 0,001 мг/м3 (аэрозоль) с пометкой «требуется защита кожных покровов».
Является антагонистом витамина K. Недостаток витамина K в системе кровообращения снижает свёртываемость крови и в больших дозах ведёт к смерти от внутреннего кровоизлияния.

### Антидот
Препараты витамина K используются как противоядие при отравлении препаратом.